# Vockerode
Vockerode is een plaats en voormalige gemeente in de Duitse deelstaat Saksen-Anhalt en maakt deel uit van de gemeente Oranienbaum-Wörlitz in de Landkreis Wittenberg.
Vockerode telt 1.633 inwoners.
De kern Vockerode ligt onderaan de een dijk langs de Elbe. Na overstromingen in het begin van de jaren 2000 wordt de dijk nu verhoogd. Het beeld van het plaatsje wordt gedomineerd door een voormalige fabriek uit de DDR-periode. De hal van de fabriek wordt op dit moment gebruikt voor bijvoorbeeld theatervoorstellingen.

## Sport en recreatie
Langs de kern van Vockerode loopt de Europese wandelroute E11. Deze route loopt van Den Haag naar het oosten, op dit moment de grens tussen Polen en litouwen.